# Exposition internationale du textile de 1951
L'Exposition internationale du textile de 1951 est une exposition dite « spécialisée » organisée à Lille du 28 avril au 20 mai 1951. Pendant trois semaines, Lille peut s'imaginer être la capitale mondiale du textile.

## Histoire
C'est à l'occasion de cette exposition que le pavillon d'exposition de la foire de Lille (livré en 1933) est remis en état.
Après les dommages causés par les bombardements de la Seconde Guerre mondiale, l'architecte Paul Herbé et le designer Jean Prouvé s'attellent à la tâche.
La rénovation du bâtiment est terminée la veille de l'inauguration de l'exposition. Le parc d'expositions est installé sur 15 hectares.
L'inauguration a lieu le 28 avril 1951 et est réalisée par Georges Bidault, vice-président du conseil, et André Guillant, secrétaire d'État à l'industrie et au commerce. Vingt-quatre pays envoient une délégation et la couverture médiatique de l'événement est assurée par 150 journalistes. L'inauguration rassemble chefs d'entreprise, organisations professionnelles françaises et étrangères, ambassadeurs, hommes d'État. 
Chaque journée de l'exposition consacre une spécialité de cette industrie, qui demeure une facette importante de l'activité industrielle française et assure 20% des exportations : journée de la soierie, de la laine, du coton, des dentelles, du lin, etc., mais aussi des machines et accessoires. On y présente également les nouvelles fibres synthétiques (nylon, rayonne, fibranne). 
Les entreprises de la région sont mises en avant lors de la journée « Réalités sociales et professionnelles du textile du Nord  » : on les estime « progressistes », en raison des programmes de formation (depuis 1945, 15 000 apprentis accueillis dans un des 55 centres ou ateliers-écoles de formation), de l'existence de médecins d'usine, d'assistantes sociales. L'industrie textile dans le Nord-Pas-de-Calais ne manque pas cette occasion de montrer son rôle majeur à cette époque où elle est un pilier de l'industrie locale.
Durant jusqu'au 20 mai, l'exposition attire 1 500 000 visiteurs payants.